# Кондратьев, Константин Николаевич
Константин Николаевич Кондра́тьев (3 ноября 1925, Коза, Ярославская губерния — 27 ноября 1995, Пречистое, Ярославская область) — советский военнослужащий, участник Великой Отечественной войны, полный кавалер ордена Славы, автоматчик 995-го стрелкового полка 263-й стрелковой дивизии 43-й армии 1-го Прибалтийского фронта, рядовой; разведчик 316-й отдельной разведывательной роты, младший сержант.

## Биография
Родился 3 ноября 1925 года в селе Коза (ныне — Первомайского района Ярославской области) в семье крестьянина. Русский. Член КПСС с 1955 года. Окончил начальную школу. Работал в колхозе.
В Красной Армии с января 1943 года. На фронте в Великую Отечественную войну с сентября 1943 года.
Автоматчик 995-го стрелкового полка рядовой Константин Кондратьев 9 августа 1944 года в бою за населённый пункт Акмене Акменского района Литвы проник в расположение противника и гранатами уничтожил пулеметную точку, обеспечив продвижение стрелкового подразделения. Приказом от 24 августа 1944 года «за образцовое выполнение заданий командования в боях с немецко-фашистскими захватчиками» красноармеец Кондратьев Константин Николаевич награждён орденом Славы 3-й степени.
Разведчик 316-й отдельной разведывательной роты младший сержант Константин Кондратьев 20 января 1945 года, действуя в передовом отряде при взятии города Тильзит, подавил гранатами огневую точку врага, уничтожил около десяти гитлеровцев, а двоих взял в плен. За этот подвиг младший сержант Кондратьев Константин Николаевич 4 февраля 1945 года награждён орденом Славы 3-й степени.
В боях за Кенигсберг 8 апреля 1945 года разведал пути подхода к крепости, что позволило саперам взорвать форт взрывчаткой. При этом было взято в плен свыше тридцати вражеских солдат и офицеров. Приказом от 30 апреля 1945 года «за образцовое выполнение заданий командования в боях с немецко-фашистскими захватчиками» младший сержант Кондратьев Константин Николаевич награждён орденом Славы 2-й степени.
В 1945 году демобилизован из Вооруженных Сил СССР. Жил в поселке городского типа Пречистое Первомайского района Ярославской области. Работал оператором котельных установок.
Указом Президиума Верховного Совета СССР от 13 апреля 1983 года «за образцовое выполнение заданий командования в боях с немецко-фашистскими захватчиками» Кондратьев Константин Николаевич перенаграждён орденом Славы 1-й степени, став полным кавалером ордена Славы.
Умер 27 ноября 1995 года. Похоронен на кладбище посёлка городского типа Пречистое.
Награждён орденами Отечественной войны 1-й и 2-й степени, Славы 1-й, 2-й и 3-й степеней, медалями.